# Lithobates
Lithobates é um gênero de anuro da família Ranidae. Foi descrita pela primeira vez em 1843 por Leopold Fitzinger a partir de um espécime de Rana palmipes (Spix), no ano de 1824 na América do Sul. O conjunto de espécies deste gênero é designado de "rãs-da-água-americana" ou "rana-de-água-americana", e são encontradas da América do Norte até ao Sul do Brasil. Metade das espécies desse gênero, encontram-se ameaçadas de extinção, sendo que mais de 60% das suas populações estão diminuindo significativamente em número. Uma das espécies deu-se como extinta em 1994 - a Rã leopardo de Las Vegas (Lithobates fisheri).

## Classificação
Desde finais do século XIX até o final do século XX, classificaram um grande número de anuros no gênero Rana. Alain Dubois do Museu Nacional de História Natural da França em 1992, dividiu o gênero Lithobates em vários subgêneros Rana. Nos anos de 2005 a 2006, David M. Hillis e Thomas P. Wilcox da Universidade do Texas por um lado, e Dubois por outro lado, discutiram em detalhe a posição e nomes que deveriam ocupar este gênero. Finalmente em 2006, Darrel R. Frost do American Museu Americano de História Natural e seus colegas, decidiram ressuscitar o termo Lithobates como um gênero dessas rãs americanas, sendo reconhecida pelos outros estudiosos, como Che Jing da Universidade de Sichuan e Academia de Ciências China, Brian I. Crother da Sociedade Americana  Ictiologia e Herpetologia, Joseph T. Colins da Universidade do Kansas, etc...

## Espécies
As seguintes espécies ao reconhecidas:
- Lithobates areolatus (Baird & Girard, 1852)
- Lithobates berlandieri (Baird, 1859)
- Lithobates blairi (Mecham, Littlejohn, Oldham, Brown & Brown, 1973)
- Lithobates brownorum (Sanders, 1973)
- Lithobates bwana (Hillis & de Sá, 1988)
- Lithobates capito (LeConte, 1855)
- Lithobates catesbeianus (Shaw, 1802)
- Lithobates chichicuahutla (Cuellar, Méndez-De La Cruz & Villagrán-Santa Cruz, 1996)
- Lithobates chiricahuensis (Platz & Mecham, 1979)
- Lithobates clamitans (Latreille in Sonnini de Manoncourt & Latreille, 1801)
- Lithobates dunni Zweifel, 1957
- †Lithobates fisheri (Stejneger, 1893)
- Lithobates forreri (Boulenger, 1883)
- Lithobates grylio (Stejneger, 1901)
- Lithobates heckscheri (Wright, 1924)
- Lithobates johni (Blair, 1965)
- Lithobates juliani (Hillis & de Sá, 1988)
- Lithobates kauffeldi (Feinberg, Newman, Watkins-Colwell, Schlesinger, Zarate, Curry, Shaffer & Burger, 2014)
- Lithobates lemosespinali (Smith & Chiszar, 2003)
- Lithobates macroglossa (Brocchi, 1877)
- Lithobates maculatus (Brocchi, 1877)
- Lithobates magnaocularis (Frost & Bagnara, 1974)
- Lithobates megapoda (Taylor, 1942)
- Lithobates miadis (Barbour & Loveridge, 1929)
- Lithobates montezumae (Baird, 1854)
- Lithobates neovolcanicus (Hillis & Frost, 1985)
- Lithobates okaloosae (Moler, 1985)
- Lithobates omiltemanus (Günther, 1900)
- Lithobates onca (Cope in Yarrow, 1875)
- Lithobates palmipes (Spix, 1824)
- Lithobates palustris (LeConte, 1825)
- Lithobates pipiens (Schreber, 1782)
- Lithobates psilonota (Webb, 2001)
- Lithobates pueblae (Zweifel, 1955)
- Lithobates pustulosus (Boulenger, 1883)
- Lithobates septentrionalis (Baird, 1854)
- Lithobates sevosus (Goin & Netting, 1940)
- Lithobates sierramadrensis (Taylor, 1939)
- Lithobates spectabilis (Hillis & Frost, 1985)
- Lithobates sphenocephalus (Cope, 1886)
- Lithobates sylvaticus (LeConte, 1825)
- Lithobates tarahumarae (Boulenger, 1917)
- Lithobates taylori (Smith, 1959)
- Lithobates tlaloci (Hillis & Frost, 1985)
- Lithobates vaillanti (Brocchi, 1877)
- Lithobates vibicarius (Cope, 1894)
- Lithobates virgatipes (Cope, 1891)
- Lithobates warszewitschii (Schmidt, 1857)
- Lithobates yavapaiensis (Platz & Frost, 1984)
- Lithobates zweifeli (Hillis, Frost & Webb, 1984)